# Deutsche Volleyball-Bundesliga 1994/95 (Männer)
Die Saison 1994/95 der Volleyball-Bundesliga war die einundzwanzigste Ausgabe dieses Wettbewerbs. Der ASV Dachau wurde Deutscher Meister. Düren und Osnabrück mussten absteigen.

## Mannschaften
In dieser Saison spielten folgende zehn Mannschaften in der Bundesliga:
- Post Telekom Berlin
- SCC Berlin
- ASV Dachau
- Dürener TV
- VfB Friedrichshafen
- SC Leipzig
- Moerser SC
- 1. SC Norderstedt
- GSV Osnabrück
- SV Bayer Wuppertal

## Ergebnisse
Nach der Hauptrunde gab es eine Playoff-Runde, um den neuen Meister zu ermitteln.

### Hauptrunde
|     | Verein          | Punkte | Sätze |
| --- | --------------- | ------ | ----- |
| 1.  | Dachau          | 32:4   | 51:12 |
| 2.  | Wuppertal       | 32:4   | 48:12 |
| 3.  | SCC Berlin      | 32:4   | 49:18 |
| 4.  | Friedrichshafen | 22:14  | 40:26 |
| 5.  | Post Berlin     | 18:18  | 33:31 |
| 6.  | Moers           | 14:22  | 33:39 |
| 7.  | Norderstedt     | 12:24  | 25:38 |
| 8.  | Leipzig         | 12:24  | 21:43 |
| 9.  | Düren           | 4:32   | 14:50 |
| 10. | Osnabrück       | 2:34   | 6:51  |

### Play-offs
Finale: ASV Dachau – SV Bayer Wuppertal 3:2, 3:1, 3:1